# Кыргызский поход в Маньчжурию
Кыргызский поход в Маньчжурию (848) — военная операция енисейских кыргызов в Маньчжурии по направлению реки Амур, с целью уничтожения и переселения бежавших уйгуров во главе с Энянь дэлэ-ханом в земли племён шивэй.

## Предыстория
В 848 г. кыргызский каган развернул крупный поход во главе 70-тысячного войска под командованием министра Або. Войско состояло из вассальных племён (кыштымов), составляющих отряды лёгкой конницы. Целью военного выступления являлось уничтожение уйгурского сопротивления под предводительством Энянь дэлэ-хана, младешго брата Уге-хана. Энянь организовал борьбу против китайских войск, однако позже был разбит и бежал в земли монголоязычных племён шивэй.

## Ход похода
Войска министра Або начали свое движение со стороны юго-запада от северных границ китайской крепости Тяньдэ. Они вошли в долину р. Эдзин-Гол, после чего вторглись в земли шивэй в Маньчжурии, где скрывались уцелевшая группа уйгуров. Целью похода являлось пленение Энянь дэлэ-хана и поддержавших его уйгуров, не дать усилиться племенам шивэй, скрывавших в своих кочевьях уйгурского кагана. Кыргызы разбили союзные войска уйгуров и шивэй, после чего переселили захваченных уйгуров в их прежние места обитания на север от пустыни Гоби. Войско дошло до Ордоса и Великой Китайской стены, тем самым довершив разгром уйгуров в Маньчжурии. В результате похода в состав Кыргызского каганата вошли земли на юго-востоке до пустыни Гоби, где проживали племена канцзюй-хэйчежцы. Власти империи Тан пытались столкнуть войска Або с ними, так как на их землях скрывался беглый уйгурский принц. Однако кыргызы не напали на хэйчежцы, так как те сами ликвидировали уйгурского принца.